# Батиста да Силва, Лусидио
Лусидио Батиста да Силва (порт.-браз. Lucídio Batista da Silva; 25 ноября 1919, по другим данным 1922, Рио-де-Жанейро — 4 августа 2005, Сан-Паулу), в некоторых источниках Лусилио Батиста да Силва (порт.-браз. Lucílio Batista da Silva), более известный как Кабесан (порт.-браз. Cabeção) — бразильский футболист, нападающий.

## Карьера
Кабесан начал карьеру в клубе «Бонсусессо». В 1941 году он перешёл в «Палестру Италию», где дебютировал 7 декабря в товарищеской игре с командой «Гуарани» из Катандувы (1:0). 14 декабря Кабесан забил первый мяч за клуб, поразив ворота «Португезы Сантисты» (3:2). В 1942 году он выиграл с командой турнир начала чемпионата Паулиста, в финале которого забил победный гол в ворота «Сантоса» (1:0). А затем футболист отпраздновал победу в чемпионате штата Сан-Паулу, в розыгрыше которого забил 12 голов в 14 матчах. 14 октября он сыграл последний матч за «Палестру», в составе которого в общей сложности провёл 51 встречу и забил 35 голов. Также он позже сыграл ещё две товарищеских игры в составе команды: 24 декабря 1944 года с «Комерсиалом» (3:1) и 8 декабря 1949 года с «Атлетико Мадрид», где забил гол, а его клуб проиграл со счётом 1:4.
В 1944 году Кабесан перешёл в уругвайский «Пеньяроль». С ним он выиграл два чемпионата Уругвая. Тренером, работавшим в другом столичном клубе являлся Энрике Фернандес. В 1947 году он стал главным тренером каталонской «Барселоны», и одним из первых его действий на посту главного тренера команды стало приглашение Кабесана. 28 декабря 1947 года он дебютировал в клубе в матче с «Ситтард Бойз» (3:0). 4 января Кабесан сыграл официальную игру в составе команды против «Овьедо» (2:2). Всего за «Барселону» футболист сыграл 3 официальные игры и 18 неофициальных, забив 10 голов. По итогам сезона бразилец стал чемпионом Испании. Но продлить договор не хотела испанская сторона. Кабесана больше интересовала ночная жизнь Барселоны, чем тренировки. Он продолжил карьеру в «Порту». А в 1949 году возвратился в Бразилию, где был вынужден завершить карьеру из-за травмы. Последним клубом для нападающего стала «Ипиранга».
После ухода из футбола, Кабесан стал работать офицером таможенной полиции в Сан-Паулу. Там же он умер в 2005 году.

## Достижения
- Победитель турнира начала чемпионата Паулиста: 1942
- Чемпион штата Сан-Паулу: 1942
- Чемпион Уругвая: 1944, 1945
- Чемпион Испании: 1947/1948